# はーとふる彼氏
『はーとふる彼氏 〜希望の学園と白い翼〜』（はーとふるかれし きぼうのがくえんとしろいつばさ）は、日本の同人サークル「PigeoNation Inc.」による、Microsoft Windows XP及びMac OS X搭載パソコン用女性向け恋愛ゲーム、同人ゲームである。仕様別に以下の5種類が発表されている。
- はーとふる彼氏 フリー版 ‐ 単体で最後まで遊べるフリーウェア版。
- はーとふる彼氏 Plus ‐ フリー版にシナリオやキャラクターを追加した有償版。
- はーとふる彼氏 完全版 ‐ Plusに、華原涼太の視点から物語をより深く描くシナリオ「BBLルート」を追加したもの。
- はーとふる彼氏 HolidayStar ‐ 前3作とは別に冬から春にかけての物語を描く中・短編集。
- Hatoful Boyfriend. ‐ 「完全版」の英語版。

また、イギリスのゲーム開発スタジオMediatonicによりHDリメイク版が制作され、アメリカのゲーム販売会社Devolver DigitalよりSteam版が2014年9月5日に配信された。これ以降、PlayStation 4、PlayStation Vita、iOS、Androidの各プラットフォーム向けにも順次発売されている。

## 概要
2011年のエイプリルフール前日に、作者である玻都もあ（はと もあ）が思いついたアイデアをゲーム化したもので、最初はWebサイト上のFlashゲームとして公開されたが、エイプリルフール当日には、Webサーバをダウンさせるほどのアクセス数があったという。
この作品に登場するキャラクターは、主人公（プレイヤーキャラクター）である少女を除き、全て鳥類である。彼らは概ね、人間である主人公と言葉をかわし、学校へ通って勉強や運動や読書をしたりする。即ち、このゲームは、単純に擬人化された動物と交流したり、人間が鳥類をペットなどとして慈しむ物語ではなく、人間の少女である主人公が、現実の人間社会のような文化を持つがまさしく鳥である相手と、あたかも人同士のように対等に触れ合う姿を描く。物語は、主人公らが2年生に進級した日から一年間を描く。

### 評価
このゲームは、「恋愛対象が鳥」である点で主にインターネット上で注目を集め、同年8月11日にギズモード・ジャパン、同年8月12日にITmediaの「ねとらぼ」、同年9月9日に窓の杜の「週末ゲーム」、同年10月5日に4Gamer.netの「インディーズゲームの小部屋」と、ネットメディアや、同人ゲームソフトを扱うwebサイトで話題にされた。一方、晋遊舎の「iP!」2011年11月号（9月29日発売）、宙出版の「Cool-B」同年11月号（10月4日発売）、マガジンハウスの「GINZA」同年11月号（10月12日発売）といった、コンピュータを扱う雑誌や女性向けの雑誌にも掲載された。具体的な売り上げなどは明らかでないものの、上述の「週末ゲーム」や「インディーズゲームの小部屋」によれば、有償版である『はーとふる彼氏 Plus』は、入手困難となるほどの人気という。

## ゲーム内容
ゲームシステムは一般的にビジュアルノベルやアドベンチャーゲームと呼ばれる物語を読み進めるもので、時おり現われる選択肢や、その選択により蓄積したパラメータによって物語の途中展開や結末が変化する。特徴としては、主人公との会話の際に表示される相手キャラクターの姿、いわゆる「立ち絵」が、それぞれの「鳥物」に設定された種である鳥類の実写画像という点が挙げられる。また、奇抜な世界観にも明確な理由があり、何度もプレイするうちにその謎が明かされていく。

### NS3
このゲームには、全てのキャラクターに音声が無いが各キャラクターの初登場時には、主人公がその鳥物について簡単に説明するカットインに、「華原涼太 CV:岡本信彦」のように配役が表示される。これは「NS3（脳内再生シンクロシステム）」と名づけられ、プレイヤーに、そこに記された声優の声をキャラクターの台詞に印象付けて遊べるよう示される架空の配役である。この際、声を印象付け易いように各キャラクターを人間の男性に擬人化したイラストも表示できるが、ゲーム全般に使われる「立ち絵」はあくまでも鳥類の写真である。エイプリルフールの企画として始まった架空配役だったが、後に発売が決定したCDドラマでは、一部を除きNS3の設定そのままの声優が実際に各キャラクターを演じることになった。

## プロローグ
生徒がハト目ばかりの名門校「聖ピジョネイション学園」にただ一人の人間として入学した主人公も、今日から2年生。1年生の頃は周りが鳥ばかりという環境に戸惑った彼女も、今はすっかり馴染んでいた。幼馴染の華原涼太、何かとうたた寝をしてしまう担任教師・七姫一明、気位の高い転校生・銀朔夜、学園の人気者である先輩・坂咲優夜、図書室で孤独に本を読みふける1年生・藤代嘆、荒ぶる陸上部部長・尾呼散、「邪緋眼」を持つという緋紅アンヘル、怪しい雰囲気を漂わせる保険医・岩峰舟と、タイプの異なるオス鳥たちとの新たな出会いを迎え、彼女の新学年は始まるのだった。

## 登場キャラクター
十坂 ひよこ（とさか ひよこ）
このゲームの主人公で、プレイヤーキャラクター。この作品に登場する唯一の人類で、ハトばかりが通う聖ピジョネイション学園の2年3組に属する女子学生。ただし、狩猟生活を窺わせる発言や横穴式住居を思わせる自宅など、現実の現代日本人とは異なる生活習慣を持つ模様。自身も「文明レベルの低い生活をしている」という自覚がある。なお、名前は初期設定のものであり、プレイヤーの任意に変更できる。
華原 涼太（かわら りょうた）
主人公の幼馴染であり、新学年でもクラスメートとなったカワラバト。母子家庭で家事を手伝うので料理が得意で、心優しく気遣いのできる性格。反面、少し胃腸が弱く、保健室の世話になることがある。
銀＝ル・ベル＝朔夜（しろがね＝る・べる＝さくや）
新学年初日に主人公らのクラスに転入してきた、フランス鳥貴族の子息であるクジャクバト。気位が高く、他の生徒を蔑むような物言いをする。しばらく別々に暮らしていた異父兄の優夜とは仲が良くない。
坂咲 優夜（さかざき ゆうや）
朔夜の異父兄にあたる3年生で、同じクジャクバトだが、朔夜には「雑種」呼ばわりされる。朔夜以外に対しては陽気に接するムードメーカーで人気者。ただ、雌に対して節操がないのが難点。
藤代 嘆（ふじしろ なげき）
無口で図書室に引きこもりがちな、1年生のナゲキバト。他の鳥や主人公にもほとんど打ち解けず、本を読んでいることが多い。
尾呼 散（おこ さん）
主人公のクラスメートで、陸上部部長でもある俊足の白い鳩。主人公の憶測によれば、クジャクバト。登場鳥物で唯一、人語を話せず「ポポロッぷ〜わッ!」などと叫ぶが、主人公には話が通じており、一人称を「おこさん」、語尾を「〜ですし!」「〜はとし!」とする話し方をする。
緋紅 アンヘル（ひぐれ あんへる）
2年2組に属し、漫研部員でもあるヒムネバト。本鳥曰く、「邪悪の半身をその胸の赤斑に宿した選ばれし者」。有償版に登場する追加キャラクター。
七姫 一明（ななき かずあき）
主人公らの担任で、数学科教師でもあるヒメウズラ。マイペースで、ホームルーム中や授業中にもついうたた寝をしてしまう癖がある。一方、数学者としては優秀で、論文も数多いという。
岩峰 舟（いわみね しゅう）
学園の保健医であるイワシャコ。神出鬼没で、怪しげな噂の絶えない、陰のある鳥物。

## ドラマCD
2011年10月、フロンティアワークスによってこのゲームのドラマCD化が企画され、2011年12月29日に開催されるコミックマーケット81での先行発売が決定したことが報じられた。同様に2012年8月にはプロローグを含めて3枚目となるドラマCDの発売と後述の漫画化についても公表された。これらにおける配役は、上述のとおり架空設定であった「NS3」を、ほぼそのまま実現した形となっている。
発売されたドラマCDのラインナップは以下のとおり（2012年9月12日現在）。いずれも発売・販売元はフロンティアワークス。
- はーとふる彼氏 ドラマCD プロローグ（2011年12月29日コミックマーケット81にて先行発売、2012年1月25日一般発売[11]）
- はーとふる彼氏 ドラマCD 第一羽（2012年4月25日発売[12]）
- はーとふる彼氏 ドラマCD 第二羽（2012年8月10日コミックマーケット82にて先行発売[11]、2012年9月12日一般発売[13]）

### キャスト
- 華原涼太 - 浅沼晋太郎
- 七姫一明 - 野島裕史
- 銀=ル・ベル=朔夜 - 石田彰
- 藤代嘆 - 斎賀みつき
- 坂咲優夜 - 遊佐浩二
- 岩峰舟 - 子安武人
- 尾呼散 - 若本規夫[11]

## Webラジオ
2011年12月24日から翌2012年1月25日までアニメイトTVにてインターネットラジオ番組が配信された。
- タイトル - 『はばたけ!聖ピジョネイション学園放送部!』
- 配信サイト - アニメイトTV
- 配信期間 - 2011年12月24日 - 2012年1月25日
- パーソナリティ - 浅沼晋太郎（華原涼太 役）野島裕史（七姫一明 役）

## web漫画
竹書房のウェブコミック誌『まんがライフWIN』にて2012年6月8日にストーリー漫画を配信する「まんがライフWIN+」カテゴリが追加された際、その掲載作品の第1弾として原作者・玻都もあ本人による漫画の連載が開始された。8月10日（ハトの日）に配信された第3話では、同日開催されたコミックマーケット82にて先行発売された「はーとふる彼氏 ドラマCD 第二羽」と世界観を共有した。

### 単行本
- 玻都もあ『はーとふる彼氏』 竹書房〈バンブーコミックス〉、単巻
2013年8月24日第1刷発行（2013年8月10日発売）、ISBN 978-4-8124-8387-9